# Mirella Freni
Mirella Fregni, coneguda com a Mirella Freni (Mòdena, 27 de febrer de 1935 - Mòdena, 9 de febrer de 2020), fou una famosa soprano italiana cantant d'òpera, admirada per la seva veu i el seu talent interpretatiu. El seu repertori inclou gairebé quaranta rols, particularment els de Verdi i Puccini, però també els de Mozart i Txaikovski. Freni va estar casada per molts anys amb el baix búlgar Nicolai Ghiaurov, amb qui, a més a més, va enregistrar moltes obres i amb qui va actuar sovint.
Va cantar durant més de vint anys al Liceu, d'ençà del seu debut amb Faust el 1971 fins a la seva darrera aparició el 1993 amb Fedora, al costat de Josep Carreras.

## Biografia
La família de Mirella era de classe mitjana (la seva mare i la mare del tenor Luciano Pavarotti van treballar juntes a la cigarrera de Mòdena i ambdós van ser alletats per la mateixa dida). Encara que va ser una nena talentosa per a la música i va cantar l'ària Un bel di vedremo als deu anys en un concurs de ràdio, el tenor Beniamino Gigli li va advertir que corria el risc d'arruïnar la seva veu si no deixava el cant fins que fos una mica més gran. Freni va reprendre el cant als 17 anys.
El seu debut operístic va ser a Mòdena el 1955, als 19 anys, cantant el personatge de Micaëla de la Carmen de Bizet. Malgrat que va rebre diverses ofertes, va decidir deixar de costat la seva carrera per casar-se i tenir un fill amb el seu professor de cant Leone Magiera.
El 1958 va reiniciar la seva carrera, guanyant un concurs de cant i interpretant la Mimì de La Bohème de Puccini al Teatro Regio de Torí. Després va cantar a la Netherlands Opera en la temporada 1959-1960. Va ser reconeguda internacionalment quan va cantar el paper d'Adina en una producció de Franco Zeffirelli de L'elisir d'amore de Donizetti al Festival de Glyndebourne. En la temporada 1960-1962, va cantar en aquest mateix festival els personatges còmics de Susanna i Zerlina de l'òpera Don Giovanni de Wolfang Amadeus Mozart. Va debutar en el Royal Opera House com la Nannetta del Falstaff de Verdi, el 1961, a la Scala el 1963 (sota la direcció de Herbert von Karajan i Zeffirelli), i en el Metropolitan com la Mimì de La Bohème de Puccini el 1965.
El seu repertori es va ampliar per incloure Liù, Marguerite i Julieta. Entre els anys 1970 i 1980 va cantar rols més pesats de Verdi, com Elisabetta, Desdemona, Amelia, Elvira, Leonora i, fins i tot Aïda. També va cantar papers de Puccini com Manon, Tosca, Madama Butterfly i els tres personatges d'Il Trittico. En els anys 1990 va incloure també personatges del verisme italià, com Adriana, Fedora i Madame Sans-Gêne, i fins i tot papers de l'òpera russa, com Tatiana, Llissa i Juana.
El 1981 es va casar amb Nicolai Ghiaurov i junts van fundar el Centre Universale del Bel Canto a Vignola. Van iniciar a donar classes mestres en aquest centre el 2002. Després de la mort de Ghiaurov, el 2004, Freni va continuar el seu treball i les seves classes no només en el centre sinó al voltant de tot el món.
El 1990 va publicar les seves memòries, Mio Caro Teatro. Aquell mateix any, va rebre l'orde Cavaliere della Gran Croce della Repubblica Italiana i el 1993 la condecoració d'honor de la Legió francesa.

## Repertori
- Giuseppe Verdi
  - Ernani (Elvira)
  - La traviata (Violetta)
  - Simon Boccanegra (Amelia)
  - La forza del destino (Leonora)
  - Don Carlos (Elisabetta)
  - Aida (Aida)
  - Otello (Desdemona)
  - Falstaff (Nannetta e Alice)
- Giacomo Puccini
  - Manon Lescaut (Manon)
  - La bohème (Mimì)
  - Tosca (Tosca)
  - Madama Butterfly (Cio-Cio-San)
  - Gianni Schicchi (Lauretta)
  - Turandot (Liù)
- Vincenzo Bellini
  - Beatrice di Tenda (Beatrice)
  - I Puritani (Elvira)
- Gaetano Donizetti
  - L'elisir d'amore (Adina)
  - La figlia del reggimento (Maria)
  - Don Pasquale (Norina)
- Gioachino Rossini
  - Guillaume Tell (Matilde)
- Arrigo Boito
  - Mefistofele (Margherita)
- Pietro Mascagni
  - L'amico Fritz (Suzel)
- Georges Bizet
  - Carmen (Micaela)
- Francesco Cilea
  - Adriana Lecouvreur (Adriana)
- Umberto Giordano
  - Fedora (Fedora)
  - Madame Sans-Gêne (Madame Sans-Gene)
- Wolfgang Amadeus Mozart
  - Le nozze di Figaro (Susanna e Contessa)
  - Don Giovanni (Zerlina)
- Georg Friedrich Handel
  - Alcina (Oberto)
  - Serse (Serse)
- Charles Gounod
  - Faust (Marguerite)
  - Mireille (Mireille)
  - Romeo i Julieta (Julieta)
- Luigi Cherubini
  - Medea (Medea)
- Amilcare Ponchielli
  - La Gioconda (Gioconda)

## Discografia

### Òperes completes
- Bellini - I Puritani - Kraus, D'Orazi, Ariè, Bezzi - Dir. Verchi - Modena 26.12.1962 live - Serie Opera d'Oro (2 CD) Mono;
- Bellini - I Puritani - Pavarotti, Bruscantini, Giaiotti, Fiorentini - Dir. Muti - Living Stage, Serie Opera d'Oro, Nuova Era - 1969;
- Bizet - Carmen - Simionato, Corelli, Guelfi - Dir. Dervaux - Orch e Coro del Massimo di Palermo - Live 8.2.1959 Opera Legacies (2 CD) Stereo ADD - en italiano;
- Bizet - Carmen - Price, Corelli, Merrill, - Dir. Karajan - 1963 RCA Victor;
- Bizet - Carmen - Bumbry, Vickers, Paskalis - Dir. F.De Burgos - EMI (2 CD);
- Bizet - Carmen - Norman, Scicoff, Estes - Dir. Ozawa - ORTF National Orchestra - Stereo Philps (Studio);
- Boito - Mefistofele - Ghiaurov, Pavarotti, Caballé, de Palma - Dir. de Fabritiis - London Decca 1982 (2 CD);
- Cherubini - Medea - Domingo, Hendricks, Baltsa, van Dam - Dir. Karajan - Deutsche Grammophon 422 195-2, 1980 (2 CD);
- Donizetti - Don Pasquale - Bruscantini, Winbergh, Nucci - Dir. Muti - EMI Angel (USA) 1982;
- Donizetti - La Figlia del Reggimento - Pavarotti, Ganzarolli, di Stasio - Dir. Sanzogno - Serie Opera d'Oro, Verona 27046/47, 1969 (2 CD)Live - en italiano;
- Donizetti - L'Elisir d'amore - Casellato, Basiola, Bruscantini, Zilio - Dir. Rossi - Frequenz (2 CD);
- Donizetti - L'Elisir d'amore - Gedda, Sereni, Capecchi - Dir. Molinari-Pradelli - EMI 7 69897-2, 1966 (2 CD);
- Donizetti - L'Elisir d'amore - Pavarotti, Montarsolo, Nucci, Ratti - Dir. Giovanninetti - Live La Scala 1979 Serie Opera d'Oro (2 CD);
- Giordano - Fedora - Domingo, Scarabelli, Corbelli, Roni, Giacomotti - Dir. Gavazzeni - Live La Scala Legato Classics LCD 213-2, 1993 (3 CD);
- Giordano - Madame Sans-Gêne - Buda, Merighi - Dir. Ranzani - Live Dynamic CDS 247, 1999 (2 CD);
- Gounod - Faust - Raimondi, Kraus, - Dir. Belardinelli - Live Bilbao GDS Records CD-108, 1969;
- Gounod - Faust - Ghiaurov, Raimondi, Alva, Massard, Giacomotti, di Stasio - Dir. Prêtre - Serie Opera d'Oro Live La Scala 16.2.1971 (2 CD) e Melodram MEL 37005, 1967;
- Gounod - Faust - Ghiaurov, Domingo, Allen - Dir. Prêtre - EMI Angel ADD (3 CD), 1978;
- Gounod - Mireille - Vanzo, van Dam, Baquier - Dir. Plasson - EMI ADD (2 CD);
- Gounod - Romeu i Julieta - Corelli, Gui, Depraz, Calès - Dir. Lombard - EMI Classics Stereo (2 CD);
- Handel - Alcina - Sutherland, Alva, Berganza, Sinclair, Sciutti, Flagello - Dir. Bonynge - DECCA 433 723-2, 1962 (3 CD)(studio);
- Handel - Serse - Alva, Panerai, Cossotto, Calabrese, Monreale, Companeez - Dir. Bellugi - La Scala 19.1.1962 Serie Opera d'Oro;
- Leoncavallo - I Pagliacci - Pavarotti, Wixell, Saccomani, Bello - Dir. Patanè - Studio 1977 London Decca (1 CD);
- Mascagni - L'Amico Fritz - Raimondi, Panerai, Casoni, de Palma, Fiorentini - Dir. Gavazzeni - Live La Scala 7.12.1963 Serie Opera d'Oro e Fonit Cetra;
- Mascagni - L'Amico Fritz - Pavarotti, Sardinero, Didier-Gambardella, Pontiggia - Dir. Gavazzeni - EMI Classical 1968 - (2 CD);
- Massenet - Manon - Pavarotti, Panerai, Zerbini, Morresi - Dir. Maag - Live La Scala 3.6.69 Serie Opera d'Oro e Frequenz (2 CD);
- Mozart - Le Nozze di Figaro - Ganzarolli, Norman, Wixell, Minton, Grant - Dir. Davis - Philps BBC Complete Mozart Edition Vol. 40 (3 CD);
- Mozart - Le Nozze di Figaro - van Dam, Krause, Montarsolo, von Stade - Dir. Karajan - Serie Opera d'Oro 1974 Live Salzburg (3 CD);
- Mozart - Le Nozze di Figaro - van Dam, Prey, Berganza, Monreale, Mazzuccato, Picchi - Dir. Abbado - Live La Scala Milano 22.4.74 Serie Opera d'Oro (3 CD);
- Mozart - Don Giovanni - Siepi, Evans, Jurinac, Gencer, Levis - Dir. Solti - Live Royal Opera House Covent Garden Londra 2.1962 Serie Opera d'Oro (3 CD), Giuseppe Di Stefano Records GDS 31024 (3 CD) e Living Stage LS 1022(3 CD);
- Mozart - Don Giovanni - Ghiaurov, Ludwig, Gedda, Montarsolo - Dir. Klemperer - EMI CMS 7 63841 2, 1966 (3 CD);
- Mozart - Don Giovanni - Ghiaurov, Janovitz, Evans, Panerai, Kraus - Dir. Karajan - Live Salzburg 1969 Arkadia CDKAR 202, Memories HR 4362/64 e Nuova Era 2330/32;
- Mozart - Don Giovanni - Wixell, Ganzarolli, Arroyo, Te Kanawa, Burrows, van Allan, Roni - Dir. Davis - Philips BBC Complete Mozart Edition Vol. 41 (3 CD);
- Pergolesi - Stabat Mater - Berganza - Dir. Gracis - Detusche Grammophon ADD(1 CD +1);
- Puccini - La Boheme - Raimondi, Panerai, Taddei, Vinco, Güden - Dir. Karajan - Live Wien 9.11.63;
- Puccini - La Boheme - Güden, Panerai, Taddei, Vinco - Dir. Karajan - Wien Live 1963 Movimento Música, Melodram 7031 (2 CDs) e Melodram MELCD 27007 (2 CDs);
- Puccini - La Boheme - Gedda, Sereni, Basiola, Mazzoli - Dir. Schippers - EMI CMS 7 69957 2, 1964 (2 CD);
- Puccini - La Boheme - Pavarotti, Ghiuselev, Bruscantini, Maffeo, Calabrese - Dir. Schippers - RAI 17.7.1969 Live - Serie Opera d'Oro e 1969 Arkadia (2 CDs);
- Puccini - La Boheme - Pavarotti, Saccomani - Dir. Molinari-Pradelli - Genova 1969 Melodram MEL 27031 (2 CDs);
- Puccini - La Boheme - Pavarotti, Panerai, Ghiaurov, Harwood, Maffeo - Dir. Karajan - Decca 1973 DECCA 421 049-2 (2 CD);
- Puccini - La Boheme - Pavarotti, Taddei, Ariè - Dir. Sanzogno - Teatro della Zarzuela di Madrid Live 21 maggio 1970 (Rara) MC Butterfly Music "Pavarotti Collection" (2 MC);
- Puccini - Madama Butterfly - Berganza, Carreras, Pons, Rydl - Dir. Sinopoli - Deutsche Grammophon 423 567-2, 1988 (3 CD);
- Puccini - Madama Butterfly - Pavarotti, Kerns, Ludwig - Dir. Karajan - DECCA 417 577-2, 1974 (3 CD);
- Puccini - Manon Lescaut - Domingo, Bruson, Rydl, Fassbaender - Dir. Sinopoli - Detusche Grammophon DG 413 983-2, 1984 (2 CD) Stereo;
- Puccini - Manon Lescaut - Pavarotti, Croft, Taddei, Vargas, Bartoli - Dir. Levine - DECCA 440 200-2, 1993 (2 CD);
- Puccini - Tosca - Pavarotti, Milnes, Tajo - Dir. Rescigno - DECCA 414 036-2, 1978 (2 CD);
- Puccini - Tosca - Domingo, Ramey, Terfel - Dir. Sinopoli - Deutsche Grammophon 431 775-2, 1992 (2 CD);
- Puccini - Il Trittico - Suliotis, Pons, Giacomini, Alagna, Nucci, Podles, Frittoli - Dir. Bartoletti - DECCA 436 261-2, 1994 (3 CD);
- Puccini - Turandot - Nilsson, Corelli, Giaiotti - Dir. Metha - Great Opera Performances 756-2, Met 1966;
- Puccini - Turandot - Caballé, Carreras, Plishka, Sardinero - Dir. Lombard - EMI Classic (2 CD);
- Rossini - Guglielmo Tell - Milnes, Pavarotti, Ghiaurov, Mazzoli, de Palma -Dir. Chailly - London Decca (4 CD) Stereo;
- Rossini - Petite Messe Solennelle - Pavarotti, Valentini-Terrani, Raimondi - Al Piano Magiera, all'harmonium Rosetta - Decca 3.1971 Stero (Studio);
- Scarlatti - La Griselda - Alva, Panerai, Bruscantini, Luchetti - Dir. Sanzogno - Live Roma 29.10.1970 Serie Opera d'Oro (2 CD);
- Tchaikovsky - Eugen Onegin - Allen, von Otter, Schicoff, Burchuladze - Dir. Levine - Detusche Grammophon 1987 (2 CD);
- Tchaikovsky - Pikovaya Dama - Atlantov, Hvorostovsky, Leiferkus, Forrester, Gavazzi - Dir. Ozawa - RCA Victor Red Seal 09026 60992 2, 1992 (3 CD);
- Verdi - Aida - Carreras, Cappuccilli, Baltsa, Raimondi, van Dam, Ricciarelli - Dir. Karajan - EMI Classics (2 CD);
- Verdi - Don Carlo - Aragall, Ghiaurov, Cappuccilli, Cossotto, Sotin - Dir. Santi - Live Wien 1976 - Myto Records (3 CD);
- Verdi - Don Carlo - Carreras, Cappuccilli, Ghiaurov, Obraztsova, Nesterenko, Roni - Dir. Abbado - Live La Scala 7.12.1977 - Myto Records (3 CD);
- Verdi - Ernani - Domingo, Bruson, Ghiaurov, Giacomotti - Dir. Muti - Orchestra e Coro della Scala di Milano - EMI Classics DDD (2 CD cofanetto);
- Verdi - Falstaff - Gobbi, Tebaldi, Capecchi, Barbieri, Lazzari - Dir. Rossi - Live Napoli S.Carlo 1.12.1962 Serie Opera d'Oro;
- Verdi - Falstaff - Evans, Ligabue, Simionato, Merrill, Kraus, Foiani - Dir. Solti - 1963 RCA London Decca(2 CD);
- Verdi - La Forza del destino - Domingo, Zancanaro, Plishka, Zajick, Surian - Dir. Muti - EMI Stereo (studio) (3 CD);
- Verdi - La Traviata - Pavarotti, D'Orazi - Dir. Magiera - Live Modena ZYX Classic CLS 4602-2, 1965 (2 CD);
- Verdi - La Traviata - Bonisolli, Bruscantini - Dir. Gardelli - Arts Music Stereo(2 CD);
- Verdi - La Traviata - Cioni, Cappuccilli, Howells, Garrett - Dir. Giulini - Royal Opera House Covent Garden London - Frequenz 043 006 (2 CD) - Rodolphe RP 32 712 (2 CD).
- Verdi - Otello - Vickers, Glossop, Roni - Dir. Karajan - Salzburg Live 1971;
- Verdi - Otello - Domingo, Bruson, Gavazzi - Dir. Kleiber - Live La Scala 1987;
- Verdi - Simon Boccanegra - Cappuccilli, Ghiaurov, Carreras, van Dam, Foiani - Dir. Abbado - Orc. e Coro della Scala di Milano 1977 (studio) Detusche Grammophon DG (2 CD) ;
- Verdi - Messa da Requiem - Ludwig, Cossutta, Ghiaurov - Dir. Karajan - Detusche Grammophon Stereo (2 CD).

### Monografies
- Mirella Freni, Opera Arias - EMI CDM 7 631102, 1968 (1 CD)
- Mirella Freni and Renata Scotto in Duet - Decca 475 6811, 1978 (1 CD)
- Mirella Freni - Puccini & Verdi Arias - con el tenor Franco Bonisolli - Dir. L.Magiera - ARTS (1 CD)
- Mirella Freni, 40th Anniversary - DECCA 440 412-2, 1994 (1 CD)
- Freni, Pavarotti: Arias and Duets - DECCA 458 221-2, 1998 (1 CD)
- Very Best of Mirella Freni CD - EMI Classics (2CD)
- Close Encounters with Great Singers - Mirella Freni - Vai VAIA 1216, 2003 (1 CD)
- Mirella Freni: a celebration - DECCA 475 6553, 2005 (2 CD)